# De Havilland Comet
de Havilland DH 106 Comet byl britský čtyřmotorový celokovový proudový dopravní letoun; první s proudovými motory určený pro osobní dopravu. Byl vyvinut a vyroben společností de Havilland u továrního letiště Hatfield v Hertfordshire. Prototyp Cometu 1 byl zalétán v roce 1949. Vyznačoval se aerodynamicky čistou konstrukcí se čtyřmi proudovými motory de Havilland Ghost uloženými v kořenech křídel, přetlakovou kabinou a velkými čtvercovými okny. V té době nabízel relativně tichou a pohodlnou kabinu pro cestující a při svém debutu v roce 1952 sliboval komerční úspěch.
V průběhu roku, kdy vstoupily do služeb u leteckých společnosti, se však začaly objevovat problémy: tři Comety byly během dvanácti měsíců ztraceny při nehodách, kdy se rozpadly za letu. Bylo zjištěno, že dvě z nich byly způsobeny strukturální poruchou způsobenou únavou materiálu draku letadla, tedy jevem, který v té době nebyl důkladně prozkoumán. Další byla způsobena přetížením draku během letu za nepříznivého počasí. Comet byl vyřazen z provozu a důkladně testován. Nakonec byly nalezeny konstrukční nedostatky, včetně nevhodného nýtování a nebezpečné koncentrace napětí kolem některých čtvercových oken. Výsledkem bylo rozsáhlé přepracování Cometu s oválnými okny, strukturálními výztuhami a dalšími změnami. Konkurenční výrobci se mezitím při vývoji svých vlastních letadel z Cometu poučili.
Ačkoli se prodej nikdy zcela nezotavil, tak vylepšený Comet 2 a prototyp Comet 3 vyvrcholily přepracovanou řadou Comet 4, která debutovala v roce 1958 a zůstala v komerčním provozu až do roku 1981. Comet byl také upraven pro řadu vojenských rolí, jako jsou VIP přeprava, lékařská a osobní doprava nebo průzkum. Poslední stroj Comet 4 byl použit jako výzkumná platforma při finálním letu v roce 1997. Nejrozsáhlejší modifikace vyústila ve specializovaný námořní hlídkový letoun Hawker Siddeley Nimrod, který zůstal ve službě u Královského letectva do roku 2011, tedy více než 60 let po prvním letu Cometu.

## Vznik

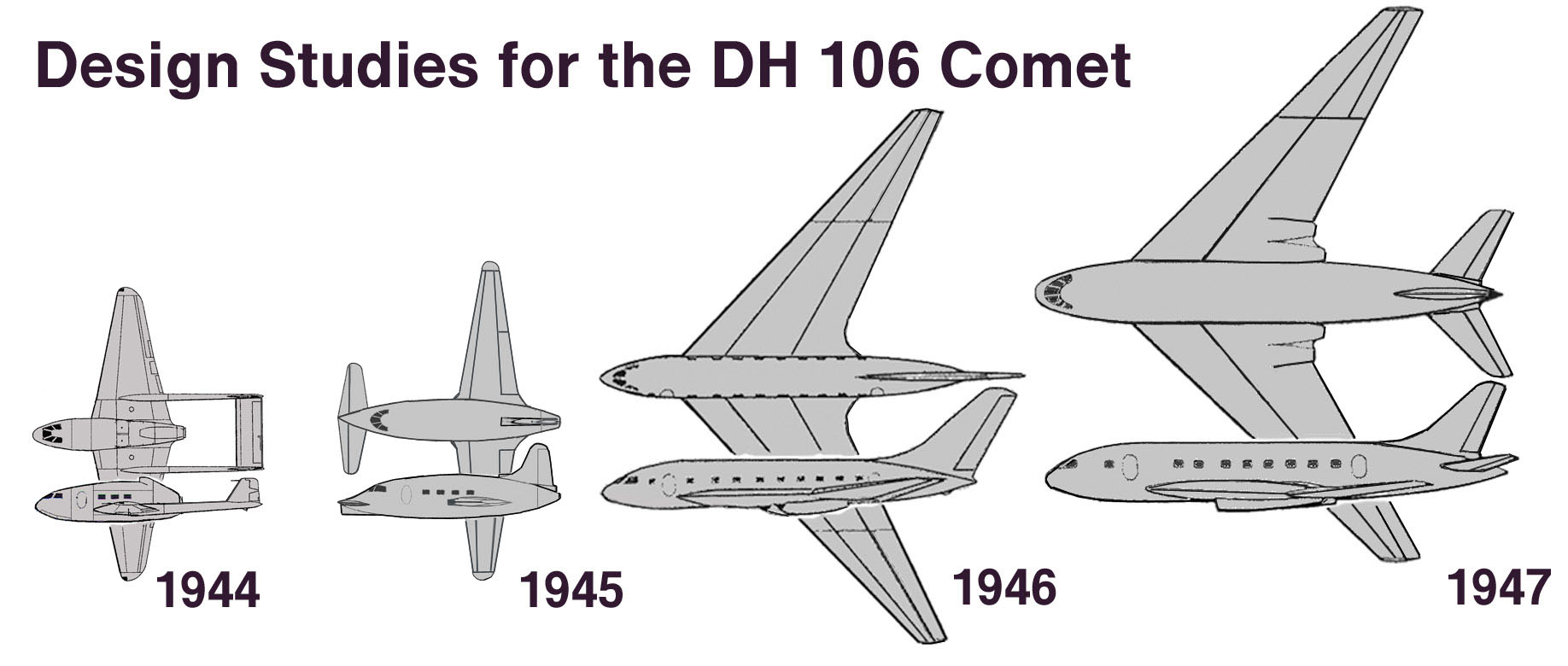
Designová studie letounu D.H.106 Comet

Počátky vzniku Cometu spadají do roku 1944, kdy letecká společnost BOAC požadovala konstrukci stroje pro dálkovou dopravu cestujících a nákladu. V tomto období již ve Velké Británii působil Brabazonův výbor, jehož úkolem bylo specifikovat požadavky na poválečný vývoj dopravního letectví v zemi, zejména na nové letouny. V rámci jeho činnosti byla předložena řada projektů.
Sir Geoffrey de Havilland, šéf stejnojmenné letecké továrny, po řadě jednání prosadil čtvrtý ze svých pěti předložených projektů „Type IV“, využívající k pohonu proudové motory. Návrh byl koncipován pro přepravu 24 cestujících se čtyřmi motory Halford H.2 Ghost v kořeni křídla. V únoru 1945 byl přeznačen na D.H.106.
Přepravce BOAC předběžně objednal 25 kusů, následně však tento počet zredukoval na deset. V září 1946 byl u de Havillanda ustaven konstrukční tým, který vedl Ronald Bishop. Ten projekt upravil do finální podoby podle dalších požadavků BOAC. K pohonu byly nyní zvoleny výkonnější motory Rolls-Royce Avon, procházející ještě certifikací a počet pasažérů se zvýšil na 36. V prosinci 1947 tento upravený projekt dostal jméno Comet. V tomto období bylo definitivně objednáno osm kusů přepravcem BOAC a šest BSAA.
V období 1947–1948 probíhalo ve výrobním závodě v Hatfieldu rozsáhlé výv
ojové testování všech sestav i částí nového letadla. Na dvou speciálně sestrojených letounech D.H.108 Swallow se například ověřovalo křídlo a řízení letounu.

## Vývoj

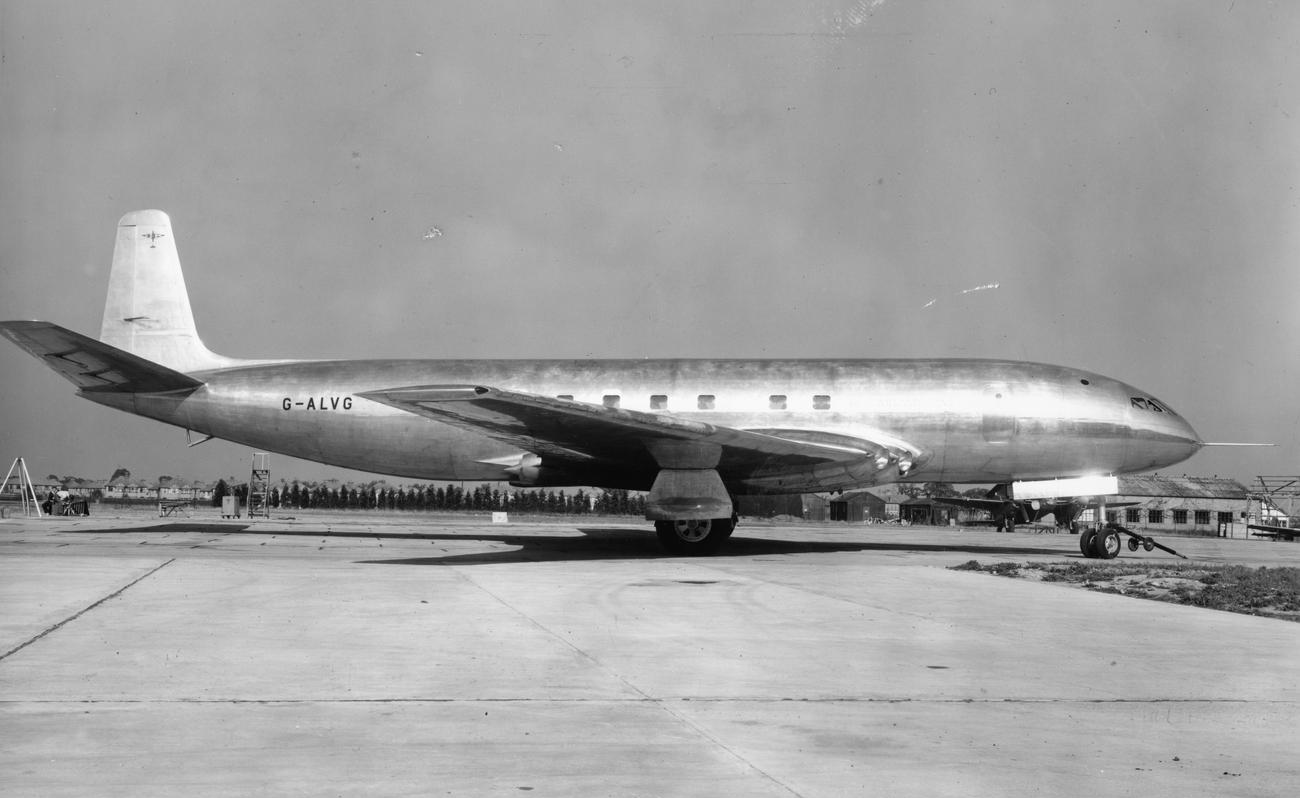
První prototyp stroje Comet (G-ALVG) v Hatfieldu

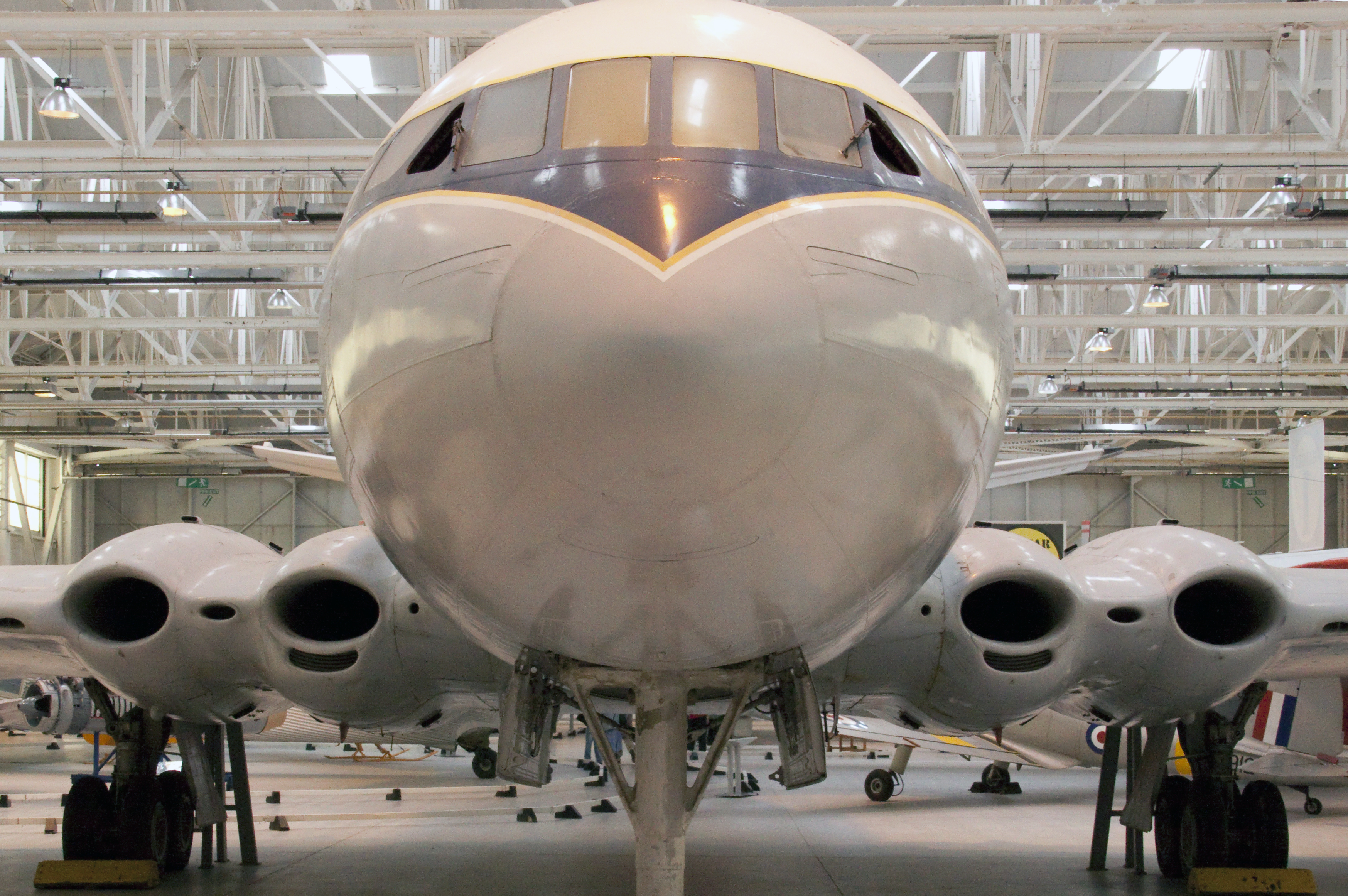
Trup Cometu 1 se vstupním ústrojím k motorům de Havilland Ghost

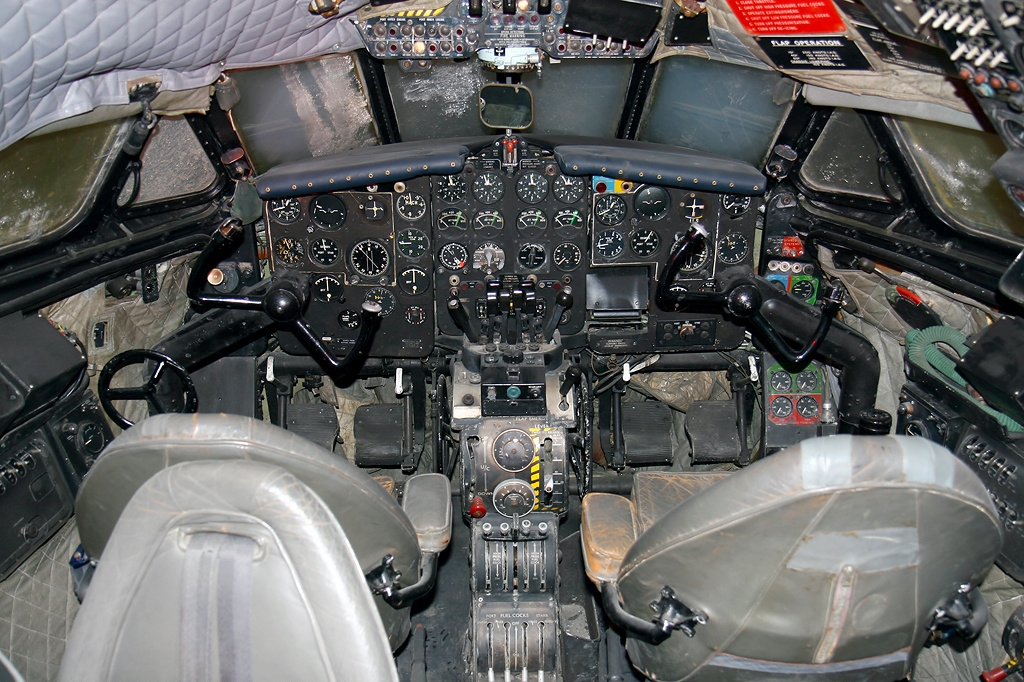
Kokpit verze DH 106 Comet 2

První prototyp Comet 1 (výr. č. 06001, imatrikulace G-ALVG) byl zalétán 27. července 1949. Zkušební posádku tvořili šéfpilot John Cunningham, pilot Harold „Tubby“ Waters, technici John Wilson a Frank Reynolds a zástupce konstrukčního týmu Tony Fairbrother. V říjnu byl zkoušen v Tripolisu v horkém podnebí.
Druhý prototyp, stále s rozměrným kolem hlavního podvozku, poprvé vzlétl v roce 1950 a 2. dubna byl předán jako G-ALZK do Hurnu, kde byl BOAC využíván k výcviku posádek a testování výkonů.
První sériový stroj (06003, G-ALYP), zalétaný 9. ledna 1951, byl následně předán BOAC k dalšímu letovému ověřování. Osvědčení letové způsobilosti získal 22. ledna 1952 (06005, G-ALYS). Celkem 12 vyrobených Cometů 1 nejdříve poháněla čtveřice motorů Ghost 50 Mk.1 o tahu po 22,5 kN s jednostrannými odstředivými kompresory, které později nahradila verze Ghost DGT3 s tahem 25 kN.
Odvozená verze Comet 1A s vyšší maximální vzletovou hmotností a vstřikem směsi vody a metanolu byla v Hatfieldu použita k únavovým testům a stroje zrušeny.
Po sérii nehod, které letoun provázely od zahájení provozu, byl u čtveřice strojů Comet 1XB zesílen potah, obdélníková okna se změnila na oválná, všechny lepené spoje byly překonstruovány a průchodky a otvory dokonale zajištěny. K realizaci těchto nákladných úprav získal de Havilland finanční podporu od britské vlády, která odkoupila všechny další neprodejné upravené stroje Comet a předala je Royal Air Force.
Verze Comet 2 měla větší křídlo, vyšší kapacitu paliva a poháněly ji výkonnější motory Rolls-Royce Avon. Všech 12 letounů s přepravní kapacitou 44 až 48 cestujících, z nichž první (06023, G-AMXA) vzlétl 27. srpna 1953, odebrala BOAC. Čtyři byly v roce 1955 předány RAF k přepravě VIP osob, později sloužily jako průzkumné letouny. Různými motory a určením se vzájemně odlišovaly modely 2X, 2E, T2, C2 a 2R.
Dne 19. července 1954 poprvé vzlétl Comet 3 (06100, G-ANLO), který konstrukčně představoval prodloužený Comet 2 s pohonnými jednotkami Avon Mk.502 s axiálním kompresorem. Vznikl pouze v jednom kusu a byl určen k vývojovým testům konstrukčních úprav, avioniky a palubního vybavení. Během zkoušek v zimě 1955–1956 oblétl zeměkouli na trase z Británie přes Austrálii, Fidži a Kanadu.
Poslední verze Comet 4 měla proti „trojce“ vyšší maximální hmotnost, zvětšenou kapacitu nádrží, vyšší dolet i cestovní rychlost. První let proběhl 27. dubna 1958 (06041, G-APDA) s dodávkami zahájenými 30. září téhož roku. Tato verze již pojala 58 až 81 pasažérů.
Již v červenci 1956 objednal dopravce Capital Airlines pro své krátké vytížené linky 14 strojů Comet 4A s prodlouženým trupem. Po zrušení objednávky všechny s novým označením Comet 4B převzala BOAC.
Dne 31. října 1959 byla zalétána subverze Comet 4C s větším rozpětím a přídavnými nádržemi paliva ve formě vřetenovitých těles v náběžné hraně křídla prodlužujícími dolet.
Na základě letounu De Havilland Comet byl zkonstruován průzkumný letoun Hawker Siddeley Nimrod. K výrobě prvních dvou letounů posloužily rozestavěné trupy dvou posledních Cometů 4C výrobních čísel 06476 a 06477.

## Nasazení

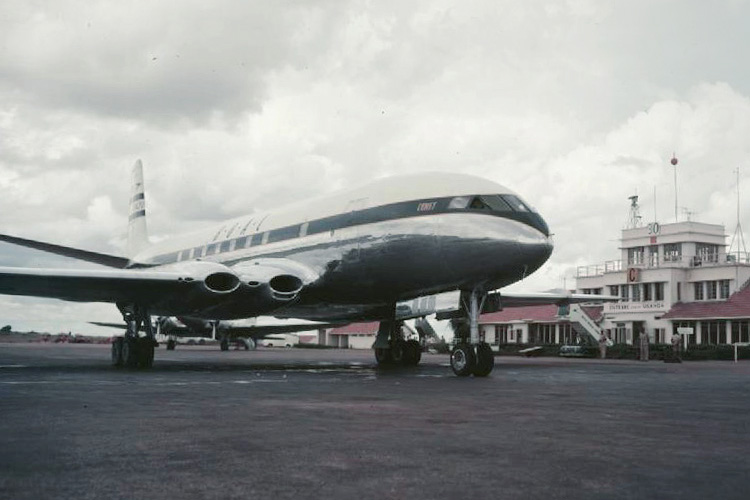
Comet 1 společnosti BOAC na letišti Entebbe v Ugandě roku 1952

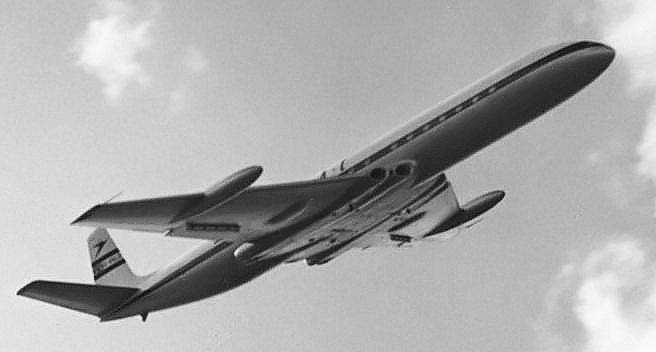
Comet 3 G-ANLO na Farnborough Airshow v září 1954

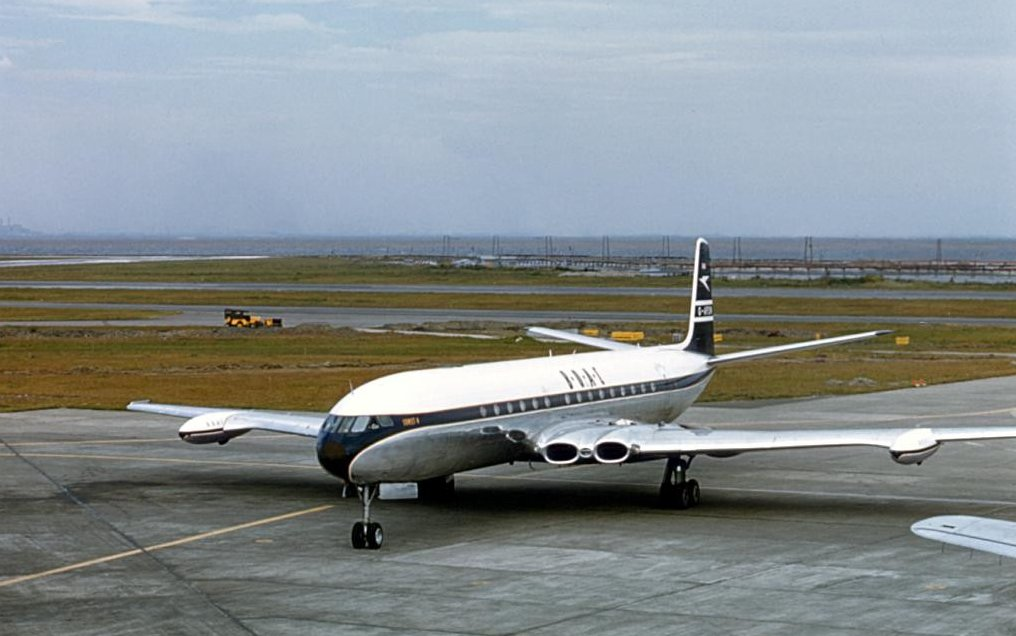
De Havilland DH.106 Comet 4 společnosti BOAC

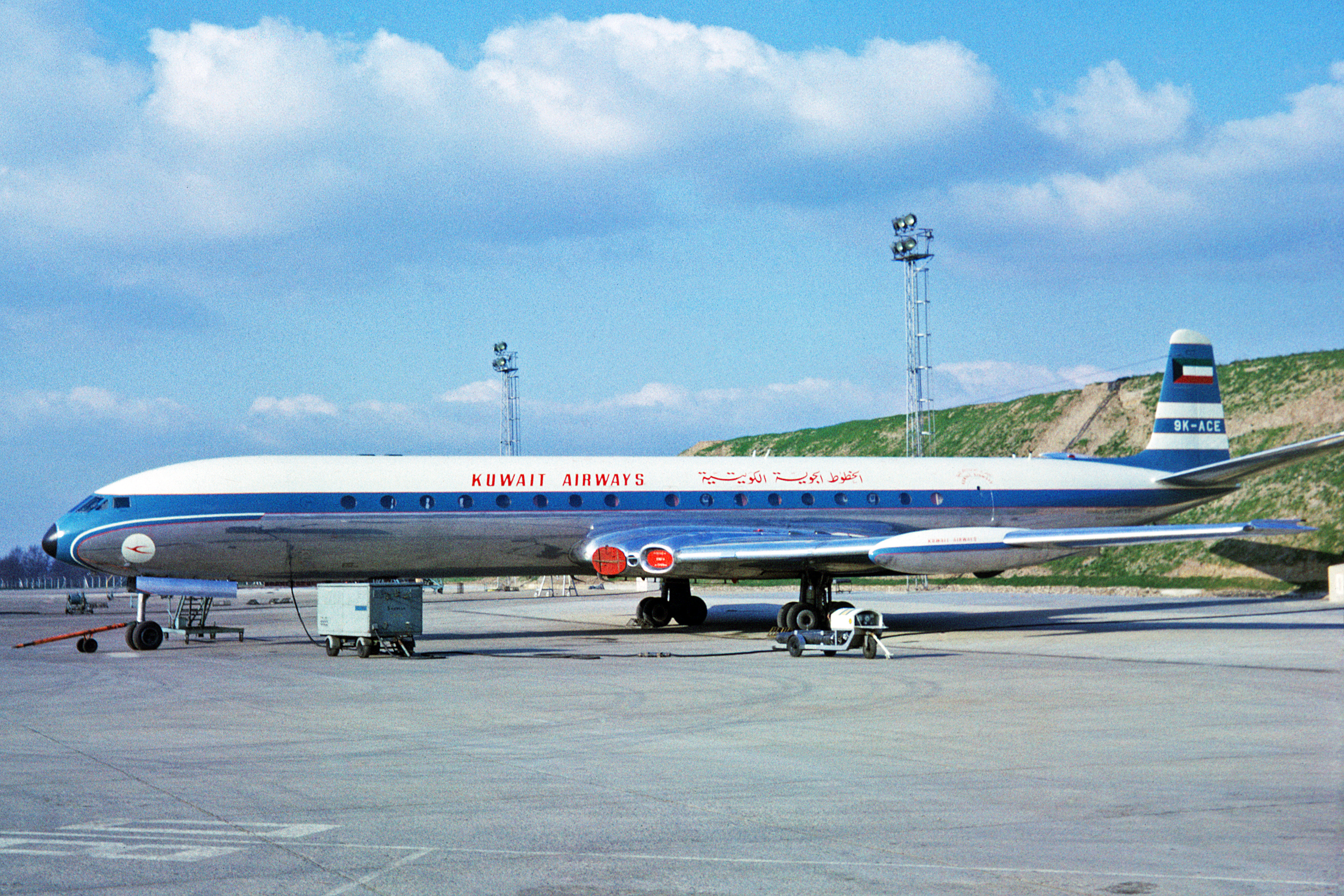
DH 106 Comet 4C Kuwait Airways (9K-ACE)

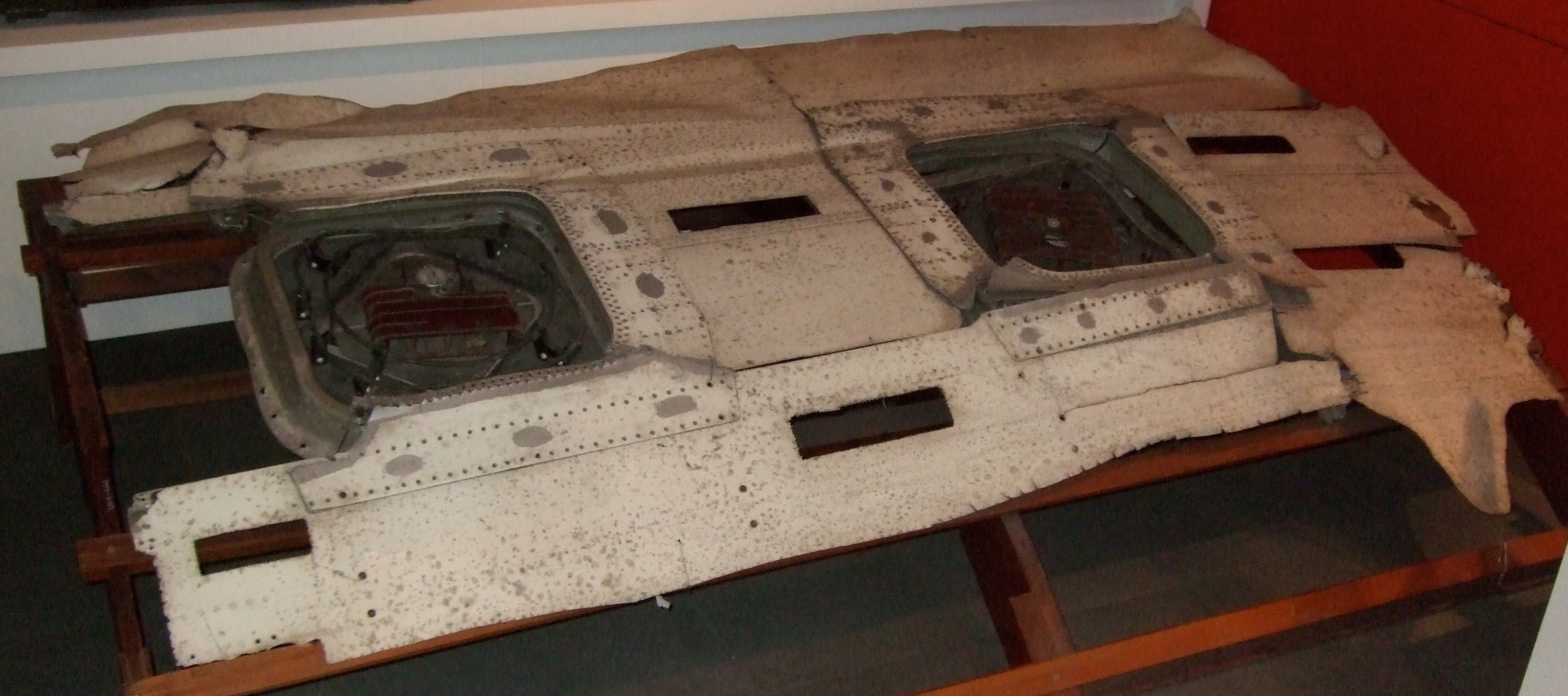
Část trupu letounu G-ALYP ve Science Museum v Londýně

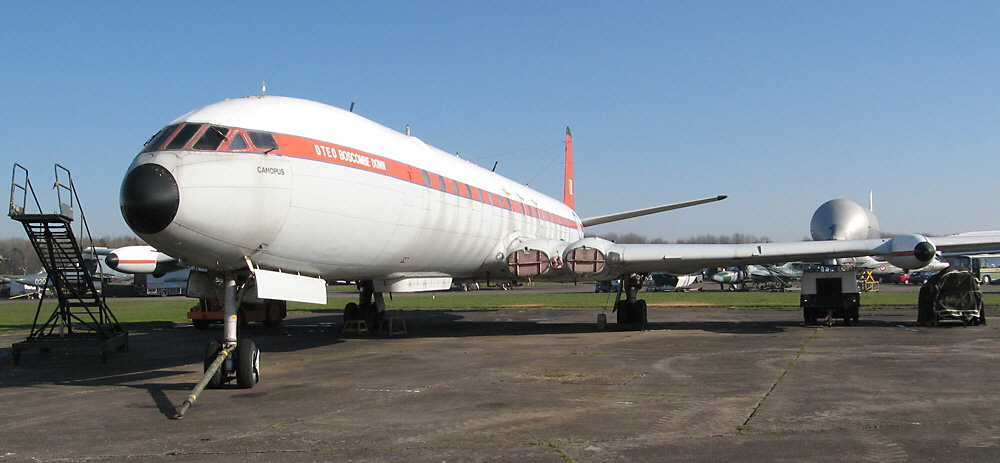
Comet 4C Canopus na letišti Bruntingthorpe v Leicestershire v Anglii

S modelem Comet 1 začala společnost BOAC létat na pravidelných linkách od 2. května 1952, kdy třetí vyrobený Comet přepravil cestující z Londýna do Johannesburgu. Po společnostech BOAC a BSAA se přihlásili další zákazníci, francouzští UAT a Air France, z Kanady Canadian Pacific Airlines a z USA Capital Airlines a Pan American World Airways, dále libanonská MEA, United Arab Airlines, Mexicana a další.
V srpnu 1952 zahájila BOAC lety Cometů 1 na trati do Cejlonu, vedoucí z Bejrútu na Bahrajn, Karáčí a Bombaj. V říjnu se trasa rozšířila ještě o větev na Dillí, Kalkatu a Rangún, končící v Singapuru.
K první havárii Cometu 1 (06012, G-ALYZ, BOAC) došlo 26. října 1952 na římském letišti Ciampino, kdy se pilotům při rozjezdu podařilo zvednout pouze příďové kolo. Poškozený stroj byl následně zrušen. Stejný případ, avšak se smrtí všech 14 osob na palubě, se stal 3. března 1953 letounu Canadian Pacific Airlines (06014, CF-CUN) na letišti v Karáčí.
Od 3. dubna 1953 Comety společnosti BOAC zahájily lety z Londýna do Tokia přes Bangkok, Manilu a Okinawu.
Třetí nehoda Cometu 1 (06008, G-ALYV, BOAC) během prvního roku provozu se stala 2. května 1953. Šest minut po vzletu za silné tropické bouře z indické Kalkaty se stroji oddělily obě poloviny křídla a hořící vrak dopadl do Indického oceánu. Zahynulo všech 37 cestujících včetně šestičlenné posádky. Výrobce proto stáhl všechny existující stroje a upravil na vlastní náklady křídla, aby na nich vznikal větší vztlak.
V srpnu 1953 zahájila s Comety lety na trase Paříž-Řím-Bejrút Air France, druhý francouzský přepravce je pak nasadil v prosinci na lince Paříž-Casablanca-Dakar.
Dobré jméno tohoto typu poškodila další havárie 10. ledna 1954, kdy se 20 minut po vzletu z letiště Ciampino poblíž ostrova Elba roztrhl Comet společnosti BOAC (06003, G-ALYP), který byl v pronájmu South African Airways. Zahynulo všech 29 cestujících i šestičlenná posádka. BOAC zastavila provoz všech Cometů a ustavená komise zahájila vyšetřování. Před jeho uzavřením výrobce provedl 60 konstrukčních úprav a v březnu 1954 byly stroje opět uvolněny do provozu.
Dne 8. dubna 1954 však za podobných okolností havaroval další z Cometů BOAC (06011, G-ALYY), který se ve vzduchu rozpadl na lince z Říma do Káhiry. Po zřícení do moře poblíž Neapole zahynulo 28 osob. Britský letecký úřad typu ihned odebral Osvědčení letové způsobilosti a všichni uživatelé zastavili jeho provoz.
Britské ministerstvo dopravy a civilního letectví sestavilo komisi na vyšetření příčin katastrof, která pracovala v říjnu a listopadu 1954. Royal Aircraft Establishment ve Farnborough byl pověřen realizací testů celého draku Cometu 1. V roce 1955 se během únavových zkoušek v nádrži s vodou projevila únava materiálu v rámu obdélníkových oken v kabině cestujících, které byly příčinou náhlého poklesu tlaku. Na troskách letounu zříceného u Elby bylo navíc diagnostikováno stejné porušení konstrukce, tentokrát v průchodce antény do trupu.
Veškeré zakázky Na Comety byly zrušeny a prodané stroje se vracely zpět výrobci k opravám, nebo sešrotování. Do pravidelného provozu byly opět uvolněny až v roce 1958.
Nové Comety 4 umožnily dopravci BOAC zavést transatlantickou linku z Londýna do New Yorku, avšak její stroje již nedokázaly konkurovat zaváděným dopravním letounům Boeing 707 a Douglas DC-8, které nabídly vyšší cestovní komfort. Zahajovací let zajistil 4. října 1958 Comet 4 G-APDC s posádkou E. E. Rodley, T. B. Stoney a C. Farndell.
BOAC své Comety vyřadila z pravidelného provozu v roce 1965, u několika menších provozovatelů létaly do roku 1981. Vůbec poslední let provedl 14. března 1997 Comet 4C (06473, XS235) provozovaný britským Ministerstvem technologií ke zkouškám avioniky a palubního rádiovybavení. Za celou dobu existence byly využívány 26 civilními a třemi vojenskými provozovateli. Po RAF byly dva exempláře Comet 1A (06017 a 06018) v roce 1953 předány Royal Canadian Air Force. První z nich byl dodán vzduchem v květnu z Británie přes Keflavík a Gander do Ottawy. Tyto stroje se silnějším potahem draku byly upraveny na standard verze 2 a přeznačeny na Comet 1X. Třetím vojenským uživatelem se stala saúdskoarabská královská letka, která převzala Comet (06461, SA-R-7) s VIP interiérem pro krále Sauda bin Abdula Azize. Stroj byl zrušen po havárii v Itálii 20. března 1963.

## Nehody a incidenty

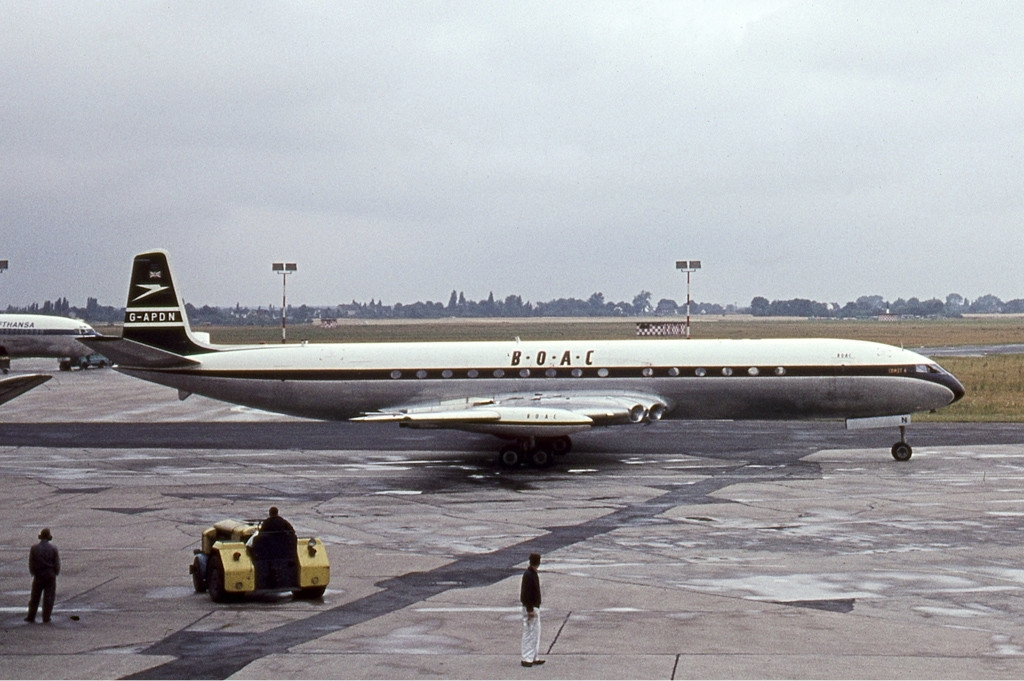
Comet 4 G-APDN, který havaroval v pohoří Montseny v červenci 1970.

Letouny Comet prodělaly 26 nehod, při kterých byl letoun zničen (tzv. „hull loss“), z toho bylo 13 nehod fatálních a vedly ke 426 úmrtím. U první smrtelné nehody typu, ke které došlo při vzletu v Karáčí v Pákistánu 3. března 1953, byl viněn pilot. Šlo o stroj Comet 1A letecké společnosti Canadian Pacific Air Lines. Tři fatální havárie Cometu 1 byly způsobeny strukturálními problémy, konkrétně let BOAC 783 ze dne 2. května 1953, let BOAC 781 10. ledna 1954 a let South African Airways 201 z 8. dubna 1954. Nehody vedly k uzemnění celé flotily Cometu. Po provedení konstrukčních změn byly lety Cometu obnoveny v roce 1958.
Pilotní chyby jsou připisovány k dalším pěti smrtelným nehodám letounů Comet 4, způsobených řízeným letem do terénu: havárie Aerolíneas Argentinas poblíž Asunciónu v Paraguayi 27. srpna 1959, let Aerolíneas Argentinas 322 v Campinas poblíž São Paulo, Brazílie, 23. listopadu 1961, let United Arab Airlines 869 v horách v Thajsku dne 19. července 1962, nehoda saúdskoarabského vládního stroje v italských Alpách dne 20. března 1963 a let United Arab Airlines 844 v Tripolisu v Libyi, dne 2. ledna 1971. Havárie Cometu společnosti Dan-Air v španělském pohoři Montseny 3. července 1970 byla přičítána chybám řízením letového provozu při navigaci a pilotům. Mezi další smrtelné nehody Cometu 4 patří havárie společnosti British European Airways v turecké Ankaře ze dne 21. prosince 1961, let United Arab Airlines Flight 869 během nepříznivého počasí poblíž Bombaje v Indii 28. července 1963 a teroristický útok během letu Cyprus Airways 284 u tureckého pobřeží 12. října 1967.
Devět Cometů, včetně Cometu 1 provozovaného společnostmi BOAC a Union Aeromaritime de Transport a Cometu 4 firmy Aerolíneas Argentinas, Dan-Air, Malaysian Airlines a United Arab Airlines, bylo nenapravitelně poškozeno během vzletových nebo přistávacích nehod, které všichni na palubě přežili. Požár hangáru eskadrony RAF č. 192 13. září 1957 nenávratně poškodil Comet 2R a tři Comety 4C společnosti Middle East Airlines byly zničeny izraelskými jednotkami v Bejrútu v Libanonu 28. prosince 1968.

## Specifikace
|                      | Comet 1                                      | Comet 2                                        | Comet 3                                         | Comet 4                                      |
| -------------------- | -------------------------------------------- | ---------------------------------------------- | ----------------------------------------------- | -------------------------------------------- |
| Posádka kokpitu      | 4 (2 piloti, inženýr a navigátor)            | 4 (2 piloti, inženýr a navigátor)              | 4 (2 piloti, inženýr a navigátor)               | 4 (2 piloti, inženýr a navigátor)            |
| Cestující            | 36–44                                        | 36–44                                          | 58–76                                           | 56–81                                        |
| Délka                | 93 ft (28 m)                                 | 96 ft 1 in (29,29 m)                           | 111 ft 6 in (33,99 m)                           | 111 ft 6 in (33,99 m)                        |
| Rozpětí              | 115 ft (35 m)                                | 115 ft (35 m)                                  | 115 ft (35 m)                                   | 115 ft (35 m)                                |
| Výška ocasu          | 29 ft 6 in (8,99 m)                          | 29 ft 6 in (8,99 m)                            | 29 ft 6 in (8,99 m)                             | 29 ft 6 in (8,99 m)                          |
| Nosná plocha         | 2 015 sq ft (187,2 m2)                       | 2 015 sq ft (187,2 m2)                         | 2 015 sq ft (187,2 m2)                          | 2 121 sq ft (197,0 m2)                       |
| Štíhlost křídla      | 6.56                                         | 6.56                                           | 6.56                                            | 6.24                                         |
| Profil křídla        | Kořen NACA 63A116 mod, NACA 63A112 mod konec | Kořen NACA 63A116 mod, NACA 63A112 mod konec   | Kořen NACA 63A116 mod, NACA 63A112 mod konec    | Kořen NACA 63A116 mod, NACA 63A112 mod konec |
| MTOW                 | 110 000 lb (50 000 kg)                       | 120 000 lb (54 000 kg)                         | 150 000 lb (68 000 kg)                          | 156 000 lb (71 000 kg)                       |
| Operační dolet       | 1 500 mi (1 300 nmi; 2 400 km)               | 2 600 mi (2 300 nmi; 4 200 km)                 | 2 700 mi (2 300 nmi; 4 300 km)                  | 3 225 mi (2 802 nmi; 5 190 km)               |
| Cestovní rychlost    | 740 km/h (400 kn; 460 mph)                   | 790 km/h (430 kn; 490 mph)                     | 840 km/h (450 kn; 520 mph)                      | 840 km/h (450 kn; 520 mph)                   |
| Dostup (cestovní)    | 42 000 ft (13 000 m)                         | 42 000 ft (13 000 m)                           | 45 000 ft (14 000 m)                            | 42 000 ft (13 000 m)                         |
| Proudový motor (× 4) | Halford H.2 Ghost 50: 5 000 lbf (22 kN)      | Rolls-Royce Avon Mk 503/504: 7 000 lbf (31 kN) | Rolls-Royce Avon Mk 502/521: 10 000 lbf (44 kN) | Rolls-Royce Avon Mk 524: 10 500 lbf (47 kN)  |